# Estación de Manuel de Falla
Manuel de Falla es una estación de la línea 10 del metro de Madrid situada bajo la calle homónima, en el municipio de Alcobendas, al norte del centro urbano.

## Historia
La estación se abrió al público el 26 de abril de 2007 dentro del proyecto MetroNorte, ampliación de la línea 10 hacia el norte para dar servicio a Alcobendas y San Sebastián de los Reyes. Se encuentra a menos de 1 km de la estación de Valdelasfuentes de Cercanías Madrid.

## Accesos
Vestíbulo Manuel de Falla
- Manuel de Falla C/ Manuel de Falla (frente al N.º 32). Para el Polideportivo Valdelasfuentes
- Ascensor C/ Manuel de Falla (frente al N.º 32)

## Líneas y conexiones

### Metro
| << cabecera            | < estación | línea | estación >             | cabecera >>                                  |
| ---------------------- | ---------- | ----- | ---------------------- | -------------------------------------------- |
| Hospital Infanta Sofía | Baunatal   |       | Marqués de la Valdavia | Puerta del Sur Cambio de tren en Tres Olivos |

### Autobuses
| Diurnos |                                            |                                                                           |          |
| Línea   | Destino                                    | Parada                                                                    | Operador |
| 10      | Circular de Alcobendas (> Valdelasfuentes) | 15312 Manuel de Falla-Est. Manuel de Falla (Calle de Manuel de Falla, 32) | Interbus |
| 5       | San Sebastián de los Reyes                 | 15313 Manuel de Falla-Est. Manuel de Falla (Calle de Manuel de Falla, 59) | Interbus |
| 11      | Circular de Alcobendas (> La Moraleja)     | 15313 Manuel de Falla-Est. Manuel de Falla (Calle de Manuel de Falla, 59) | Interbus |

| Diurnos |                                                                |                                                                           |                |
| Línea | Destino                                                        | Parada                                                                    | Operador       |
| 153 | Madrid (Plaza de Castilla)                                     | 15312 Manuel de Falla-Est. Manuel de Falla (Calle de Manuel de Falla, 32) | Interbus       |
| 153 | Rosa Luxemburgo                                                | 15313 Manuel de Falla-Est. Manuel de Falla (Calle de Manuel de Falla, 59) | Interbus       |
| 827A | San Sebastián de los Reyes - Alcobendas - Universidad Autónoma | 15313 Manuel de Falla-Est. Manuel de Falla (Calle de Manuel de Falla, 59) | Empresa Montes |
| Nocturnos |                                                                |                                                                           |                |
| Línea | Destino                                                        | Parada                                                                    | Operador       |
| N101 | Alcobendas / Madrid (Plaza de Castilla)C                       | 15313 Manuel de Falla-Est. Manuel de Falla (Calle de Manuel de Falla, 59) | Interbus       |
| C La línea N101 funciona como línea circular, por lo que en la misma parada se puede tomar el autobús para dirigirse a Alcobendas como para dirigirse a Madrid. |                                                                |                                                                           |                |